# Overrun Countries

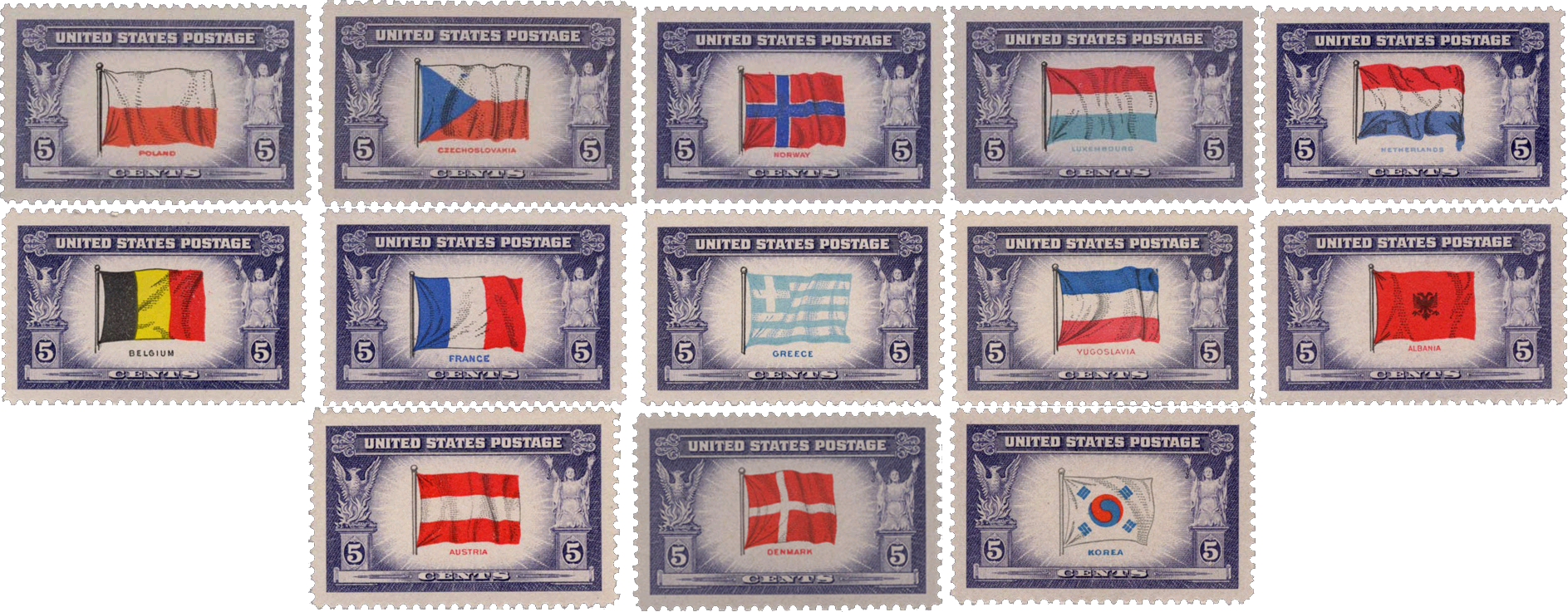
Komplet znaczków z serii Overrun Countries.

Overrun Countries – seria znaczków pocztowych emitowana w latach 1943–1944, która została zaprojektowana i wydrukowana przez American Banknote Company, a wyemitowana przez Departament Poczty Stanów Zjednoczonych. Przedstawia flagi 13 państw okupowanych przez państwa Osi podczas II wojny światowej: Polski, Czechosłowacji, Norwegii, Luksemburga, Holandii, Belgii, Francji, Grecji, Jugosławii, Albanii, Austrii, Danii i Korei. 

## Historia i projekt
Overrun Countries była trzecią serią amerykańskich znaczków pocztowych wydaną w związku z II wojną światową. Poprzedzona była serią National Defense (1940) i znaczkami Four Freedoms, Allied Nations, Win the War oraz Chinese Resistance (1942–1943). Był to też drugi przypadek w historii, kiedy Biuro Rytownictwa i Druku zleciło wykonanie projektów i druku zewnętrznemu podmiotowi – American Banknote Company . Wynikało to z faktu, że Biuro Rytownictwa i Druku w latach 40. XX wieku nie posiadało możliwości druku znaczków w więcej niż dwóch kolorach. 
Wszystkie znaczki zostały zaprojektowane w ten sam sposób w układzie horyzontalnym. W środku pola znaczka znalazły się flagi uhonorowanych serią państw z nazwą kraju. Pomysł umieszczenia flag państwa został zaproponowany przez Departament Poczty. Nad flagą znalazła się inskrypcja „UNITED STATES POSTAGE”. Pierwotny projekt American Banknote Company zakładał umieszczenie z lewej strony roku 1776, a po prawej 1942, jednak pomysł ten został zarzucony przez Departament Poczty. Z lewej strony flagi na cokole umieszczono feniksa, który miał symbolizować odrodzenie się ze zgliszczy, a po prawej klęczącą kobietę zrywającą łańcuchy. Na obu cokołach znalazła się cyfra 5, a na dole znaczka napis „CENTS”. Projekt znaczków w 1942 roku został zaakceptowany przez prezydenta Franklina D. Roosevelta . 
Znaczki drukowano metodą druku wklęsłego na prostokątnych arkuszach po 200 znaczków na jednym. Gumowany papier przeznaczony do druku nie posiadał znaku wodnego. Znaczki emitowano w formie bloczków po 50 znaczków na każdym. Na krawędzi arkuszy pojawiła się wyłącznie nazwa państwa, którego flaga pojawiła się na znaczkach. 

## Emisje

### Polska
22 czerwca pierwszy arkusz znaczków został zaprezentowany ambasadorowi RP w Stanach Zjednoczonych Janowi Ciechanowskiemu w głównym urzędzie pocztowym w Waszyngtonie. W Chicago Poczmistrz Generalny Frank Walker i konsul generalny RP dr Karol Ripa zaprezentowali znaczek na specjalnej ceremonii. Po pierwszym dniu dystrybucji Departament Poczty zmniejszył liczbę znaczków w sprzedaży. Lawrence podaje, że zmniejszenie liczby znaczków wynikało ze sporów politycznych, które pojawiły się w kręgach politycznych w Chicago. Ich przyczyną było m.in. przeciwne niż alianckie stanowisko Polaków wobec kwestii granic Polski po II wojnie światowej . 10 kwietnia 1944 roku wycofano znaczki z polską flagą ze sprzedaży. Do tego czasu sprzedano 2 545 000 sztuk znaczków (12,5% nakładu). 

### Czechosłowacja
Prezentacja znaczka z flagą Czechosłowacji odbyła się w Białym Domu przy obecności prezydenta Roosevelta, Poczmistrza Generalnego Walkera i ambasadora Czechosłowacji Vladimíra Hurbana. Data emisji (12 lipca) odpowiadała dacie dziennej założenia miejscowości Lidice w stanie Illinois, co miało upamiętniać zniszczenie czeskiej wsi Lidice i zamordowanych jej mieszkańców w niemieckim odwecie za zamach na Reinharda Heydricha. 10 kwietnia 1944 roku znaczki wycofano ze sprzedaży. Do tego czasu sprzedano 2 103 000 znaczków (10,5% nakładu). 

### Norwegia
Znaczek z norweską banderą handlową został zaprezentowany na podobnej ceremonii w Białym Domu, co znaczek czechosłowacki. Obecny był także ambasador Norwegii Wilhelm M. de Morgan. 2 grudnia 1944 roku znaczki wycofano ze sprzedaży. Łączna liczba sprzedanych znaczków to 3 469 000 sztuk (17,3% nakładu). 

### Luksemburg
10 sierpnia 1943 roku na ceremonii w Białym Domu zastępca trzeciego pomocnika Poczmistrza Generalnego Roy M. North zaprezentował prezydentowi Rooseveltowi i ambasadorowi Luksemburga Hugues’owi Le Gallaisowi znaczek z flagą Luksemburga. Do 3 stycznia 1945 roku, kiedy wycofano znaczek ze sprzedaży, nabyto 4 665 000 jego sztuk (23,3% emisji). 

### Holandia
Ceremonia emisji znaczków z flagą Holandii odbyła się 24 sierpnia 1943 roku w biurze Poczmistrza Waszyngtonu Vincenta Burke’a. Zastępca trzeciego pomocnika Poczmistrza Generalnego Roy M. North wręczył ambasadorowi Holandii dr. Alexandrowi Londonowi pierwszy bloczek. 3 lutego 1945 roku znaczek wycofano ze sprzedaży, a liczba sprzedanych sztuk wyniosła 5 088 000 (25,4% emisji).

### Belgia
14 września 1943 roku na ceremonii w Białym Domu Poczmistrz Generalny Walker wręczył prezydentowi Rooseveltowi pierwszy bloczek znaczków z flagą Belgii. Na uroczystości obecny był także ambasador Belgii Robert Van Der Straten Ponthoz, który również otrzymał arkusz z podpisem prezydenta Stanów Zjednoczonych. 3 lutego 1945 znaczek wycofano ze sprzedaży. Do tego dnia sprzedano 5 545 000 jego sztuk (27,7% emisji).   

### Francja
28 września 1943 roku Poczmistrz Waszyngtonu Burke przekazał pierwszy bloczek znaczków z flagą Francji Poczmistrzowi Generalnemu Walkerowi. 

### Grecja
12 października 1943 roku Poczmistrz Generalny Walker w Białym Domu wręczył prezydentowi Rooseveltowi pierwszy bloczek znaczków z flagą Grecji. Na ceremonii obecni byli także ambasador Grecji Kimon Diamandopulos i zastępca trzeciego pomocnika Poczmistrza Generalnego North .
Była to pierwsza emisja, której nakład zmniejszono z 20 mln sztuk do 15 mln ze względu na zbyt duże nasycenie placówek pocztowych znaczkami o wartości pięciu centów. Wobec tego na górnej połowie arkusza umieszczono znaczki z flagą Grecji, a na dolnej znaczki z flagą Jugosławii, które wyemitowano dwa tygodnie później . 17 czerwca 1944 roku wstrzymano sprzedaż znaczków, a liczba sprzedanych sztuk wyniosła 3 135 000 (20,9% emisji).

### Jugosławia
26 października 1943 roku podczas uroczystości w biurze Poczmistrza Generalnego Walkera wręczył on pierwszy bloczek ambasadorowi Jugosławii Konstantinowi Foticiowi. 2 sierpnia 1944 roku zakończono sprzedaż znaczków z flagą Jugosławii. Do tej daty nabyto 3 195 000 sztuk znaczków (21,3% emisji).

### Albania
9 listopada 1943 roku zastępca trzeciego pomocnika Poczmistrza Generalnego North wręczył Poczmistrzowi Generalnemu Walkerowi pierwszy bloczek, który z kolei został przekazany prezydentowi Rooseveltowi. Sprzedaż znaczków zakończono 2 sierpnia 1944 roku. Łącznie sprzedano 3 154 000 znaczków z flagą Albanii (21% emisji).

### Austria
Emisja, która miała miejsce 23 listopada 1943 roku nie miała charakteru poprzednich. Trzeci pomocnik Poczmistrza Generalnego Ramsey S. Black przekazał pierwszy bloczek Poczmistrzowi Generalnemu Walkerowi. Pierwsze dostawy znaczków skierowano na Portoryko i Hawaje, aby nie rozprowadzać ich na kontynencie amerykańskim. Wywołało to kontrowersje w amerykańskiej prasie. Podniesiono argument, że Austria nie została zaatakowana przez Niemców, a wkraczająca armia niemiecka była witana przez Austriaków. 21 sierpnia 1944 roku wstrzymano sprzedaż znaczków, a liczba sprzedanych egzemplarzy wyniosła 3 344 000 (22,3% emisji). 

### Dania
7 grudnia 1943 roku, w drugą rocznicę ataku Japończyków na Pearl Harbor, w biurze Poczmistrza Generalnego odbyła się uroczystość, w trakcie której trzeci pomocnik Poczmistrza Generalnego Black przekazał pierwszy bloczek ambasadorowi Danii Henrikowi de Kauffmannowi. Obecny był także J. Rechendorff z duńskiego poselstwa oraz nadinspektor Wydziału Znaczków Departamentu Poczty Robert Fellers. W Racine w stanie Wisconsin planowano uczcić ten dzień, podobnie jak w przypadku emisji polskiego znaczka, pochodem, ale władze nie zezwoliły na to. Do 17 czerwca 1944 roku, kiedy wycofano znaczki ze sprzedaży, nabyto ich 3 159 000 sztuk.
Emisja z duńską flagą miała być ostatnią w serii. Jednak osiem miesięcy po niej Poczmistrz Generalny zapowiedział, że w planach jest uhonorowanie Filipin i Korei.

### Korea
Amerykański Departament Marynarki nie posiadał żadnego wzoru flagi Korei, do którego mogliby odnieść się projektanci znaczka. Oparto się na wizerunku flagi ukazanym w Flags of Maritime Nations wydaną przez Departament Marynarki w 1899 roku. Decyzja ta nie spotkała się z powszechnym uznaniem, jednak krytycy nie byli też w stanie przedstawić alternatywy dla wizerunku flagi. Na ceremonię w biurze trzeciego pomocnika Poczmistrza Generalnego zaproszono delegację 12 kobiet i mężczyzn z Korei, którzy złożyli swoje podpisy na okładce chroniącej bloczek znaczków przekazany prezydentowi Rooseveltowi. Koreańczycy podarowali prezydentowi także zwój z historią walki swojego narodu o wolność. 30 grudnia 1944 roku zaprzestano sprzedaży znaczków, a liczba ich sprzedanych sztuk wyniosła 4 020 000 (26,8% emisji). 

## Znaczki w serii
| Państwo        | Data emisji          | Wizerunek | Numer w katalogu Scotta         |
| -------------- | -------------------- | --------- | ------------------------------- |
| Polska         | 22 czerwca 1943      |           | Scott 909                       |
| Czechosłowacja | 12 lipca 1943        |           | Scott 910                       |
| Norwegia       | 27 lipca 1943        |           | Scott 911                       |
| Luksemburg     | 10 sierpnia 1943     |           | Scott 912                       |
| Holandia       | 24 sierpnia 1943     |           | Scott 913                       |
| Belgia         | 14 września 1943     |           | Scott 914                       |
| Francja        | 28 września 1943     |           | Scott 915                       |
| Grecja         | 12 października 1943 |           | Scott 916                       |
| Jugosławia     | 26 października 1943 |           | Scott 917                       |
| Albania        | 9 listopada 1943     |           | Scott 918                       |
| Austria        | 23 listopada 1943    |           | Scott 919                       |
| Dania          | 23 listopada 1943    |           | Scott 920                       |
| Korea          | 2 listopada 1944     |           | Scott 921, pierwotnie Scott 926 |